# Кириченко, Алексей Илларионович
Алексе́й Илларио́нович Кириче́нко (укр. Олексій Іларіонович Кириченко) (12 [25] февраля 1908, Чернобаевка Херсонский уезд Херсонская губерния — 28 декабря 1975, Москва) — советский партийный и государственный деятель. Член ЦК КПСС в 1952—1961 годах, Член Президиума ЦК КПСС в 1955—1960 годах, кандидат в члены Президиума ЦК КПСС в 1953—1955 годах, секретарь ЦК КПСС в 1957—1960 годах. Депутат Верховного Совета СССР в 1946—1962 годах. Член Президиума Верховного Совета СССР в 1954—1960 годах.

## Биография
Родился 25 февраля 1908 года в рабочей семье в селе Чернобаевка Херсонской губернии, украинец. Отец, рабочий-железнодорожник, погиб на Юго-Западном фронте Первой мировой войны в Галичине. Мать осталась с шестью малолетними детьми. Алексей, закончив только четыре класса начальной школы, с ранних лет был вынужден зарабатывать на жизнь: был помощником пастуха, пастухом, батраком, чернорабочим в каменоломне, рабочим службы ремонта пути Екатеринославской железной дороги, впоследствии — трактористом сельского общества взаимопомощи.
В 1927 стал слушателем одногодичных курсов автотракторных инструкторов-механиков при Украинской профессионально-технической школе в Херсоне. После окончания курсов сначала работал механиком в автотракторных мастерских в Херсоне, а позже, с осени 1928, — в Казахстане — механиком в Кустанайском зерносовхозе. Через год вернулся на Родину, где поначалу стал старшим механиком, а спустя три месяца — управляющим отделением зернового совхоза «Красный Перекоп» на Херсонщине. Член ВКП(б) с 1930.
В августе 1931 поступил в Азово-Черноморский институт инженеров-механиков социалистического земледелия, который находился в городе Зернограде Азово-Черноморского края. Студентом участвовал в общественной жизни института и города, в работе партийной ячейки, по поручению которой выезжал в сёла уполномоченным райкома партии во время коллективизации и хлебозаготовок. В течение всех студенческих лет избирался членом партийного комитета института, три года возглавлял комсомольскую организацию вуза. По окончании института был направлен в город Ахтырку Харьковской области, где в августе 1936 был назначен заведующим учебной частью техникума механизации сельского хозяйства и одновременно вёл преподавательскую работу.
Прокатившаяся в середине 1930-х годов мощная волна репрессий способствовала его стремительной партийной карьере. В марте 1938 он был переведён на работу в аппарат ЦК КП(б) Украины на должность инструктора. За неполные два года он успел поработать инструктором отделов науки, руководящих партийных органов, кадров, заведующим сектором отдела кадров, заведующим транспортным отделом ЦК КП(б)У.
По свидетельству очевидцев — людей, которые в те годы работали в аппарате ЦК КП(б)У, А. И. Кириченко и первый секретарь украинского ЦК КП(б)У Н. С. Хрущёв познакомились не позже лета 1938 года. Занимаясь кадровыми вопросами, Кириченко имел служебную необходимость и возможность часто общаться с секретарями ЦК, в том числе и с Хрущёвым. Энергичность, знание сельского хозяйства, общие черты в поведении, разговоре, манере общаться сблизили А. И. Кириченко и Н. С. Хрущёва. Даже свою трудовую деятельность они начинали одинаково — пасли в детстве скот. В конце 1940 Политбюро ЦК КП(б)У включило и утвердило кандидатуру Кириченко в список резерва на должность секретаря ЦК КП(б)У. В феврале 1941 А. И. Кириченко стал секретарём ЦК по промышленности. Однако из-за начавшейся Великой Отечественной войны на этой должности он проработал немногим больше четырёх месяцев (номинально числился до 1945 года).
С началом войны с Германией А. И. Кириченко в июле 1941 было присвоено звание военно-политического состава — бригадный комиссар. Он назначается членом Военного совета Юго-Западного фронта и отвечает за работу органов и подразделений военного тыла и снабжение. Участвовал во всех тяжёлых операциях оборонного периода, помогал проводить эвакуацию оборудования промышленных предприятий и железных дорог Украины.
В июле 1942, после поражения советских войск под Харьковом и переформирования Юго-Западного фронта в Сталинградский, назначен членом Военного совета этого фронта, а с сентября того же года — членом Военного совета Донского фронта. После перевода в октябре 1942 1-го члена Военного совета корпусного комиссара А. С. Желтова на другой фронт, Кириченко был назначен на его должность, отвечая за всю политическую работу в войсках. Однако в сложных условиях Сталинградской битвы его грубый стиль работы, стремление вмешиваться во все оперативные вопросы, а к тому ещё и низкий уровень военной подготовки, некомпетентность в оперативно-стратегических проблемах и самоуверенность привели к конфликту с начальником штаба Донского фронта генералом М. С. Малининым, а со временем и к напряжённым отношениям с командующим армией фронта генерал-лейтенантом К. К. Рокоссовским. Чтобы решить конфликт, Кириченко был переведён на Сталинградский фронт, где Военным советом фактически руководил Н. С. Хрущёв. Кириченко стал членом Военного совета фронта по тылу.

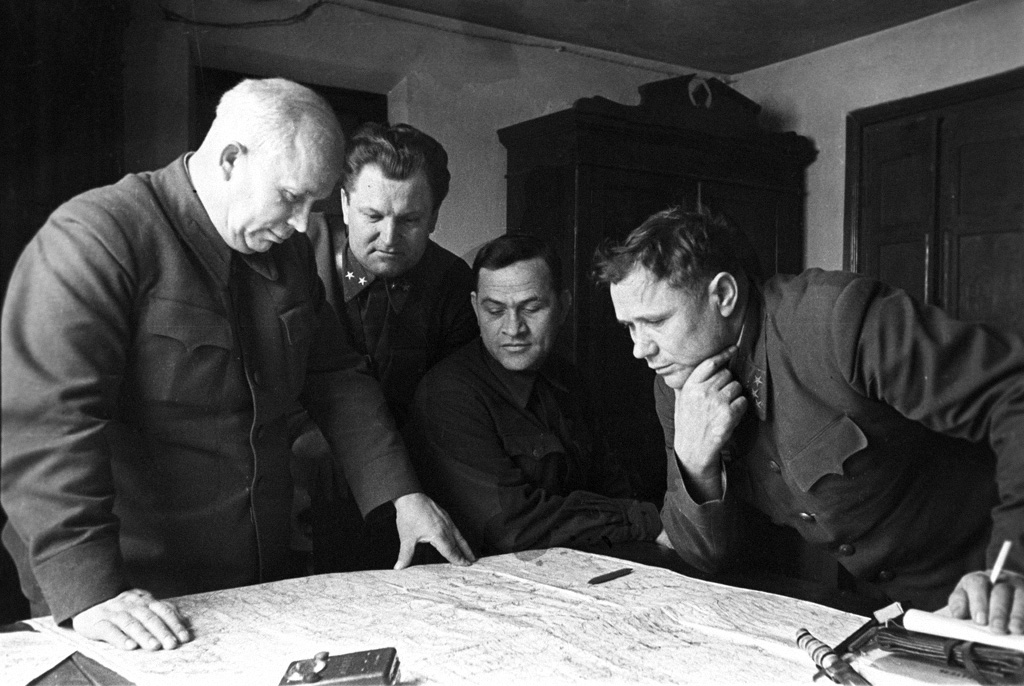
Секретарь КП(б) Украины Н. С. Хрущёв, член Военного совета фронта по тылу, генерал-майор А. И. Кириченко, 1-й секретарь Сталинградского обкома А. С. Чуянов, командующий Юго-Восточным (Сталинградским) фронтом, генерал А. И. Ерёменко, Сталинград, 1 декабря 1942 года

Вместе с Хрущёвым он находился и на Южном фронте. В декабре 1942 ему присвоено звание генерал-майора и он был награждён орденом Красного Знамени за вклад в победу под Сталинградом. Пока на фронте работали генерал А. И. Ерёменко и Хрущёв, Кириченко понимал своё реальное значение и место в сложном механизме фронтового управления, пытался не демонстрировать характер. Но в марте 1943 Хрущёв стал членом Военного совета Воронежского фронта, а Ерёменко ещё с февраля лечился в тылу после ранения. Командующим войсками фронта был назначен генерал Р. Я. Малиновский. С ним Кириченко не сработался.
8 января 1943 года Кириченко был переведён из членов Военного совета Донского фронта в члены Военного совета Южного фронта по тылу.
Когда весной 1943 Южный фронт (затем переименованный в 4-й Украинский) возглавили командующий войсками генерал Ф. И. Толбухин и начальник штаба генерал С. С. Бирюзов, в штабе фронта перманентно возникали конфликтные ситуации из-за стремления Кириченко «демонстрировать власть».
В феврале 1944 А. И. Кириченко был утверждён секретарём ЦК КП(б)У по кадрам. С июля 1945 он работал на должности первого секретаря Одесского обкома КП(б)У, а с сентября 1946 одновременно возглавлял и городской партийный комитет Одессы. Именно тогда он близко познакомился с Маршалом Советского Союза Г. К. Жуковым, будучи в 1945—1949 годах одновременно (как первый секретарь обкома партии) членом Военного совета Одесского военного округа, а Г. К. Жуков, попавший в немилость к И. В. Сталину, с июня 1946 до января 1948 командовал войсками этого небольшого округа.
Н. С. Хрущёв вспоминал: "Кириченко (он был тогда первым секретарём Одесского обкома партии) рассказывал, что, когда он приехал в какой-то колхоз проверить, как проводят люди зиму, ему сказали, чтобы он зашёл к такой-то колхознице. Он зашёл: «Ужасную я застал картину. Видел, как эта женщина на столе разрезала труп своего ребёнка, не то мальчика, не то девочки, и приговаривала: „Вот уже Манечку съели, а теперь Ванечку засолим. Этого хватит на какое-то время“. Эта женщина помешалась от голода и зарезала своих детей. Можете себе это представить?»
В декабре 1949 избран членом бюро и вторым секретарём ЦК КП(б)У. На XIX съезде ВКП(б) в 1952 году его выбрали членом ЦК КПСС. В июне 1953, после отставки Л. Г. Мельникова (на которой настоял Л. П. Берия), А. И. Кириченко избран первым секретарём ЦК Компартии Украины. Впервые в истории украинской компартии её возглавил украинец. Одновременно с утверждением Кириченко главой республиканского ЦК решением Пленума ЦК КПСС, принятым опросом, он был утверждён кандидатом в члены Президиума ЦК КПСС.
В последующие годы Н. С. Хрущёв также планомерно укреплял позиции первого секретаря Украины. В 1954 на первой сессии Верховного Совета СССР IV созыва А. И. Кириченко был утверждён членом Президиума Верховного Совета СССР, на июльском (1955 г.) пленуме ЦК КПСС он был избран членом Президиума ЦК КПСС. «В те годы, — вспоминал Сергей Хрущёв, — отец видел в Кириченко своего преданного сторонника и возлагал на него большие надежды».
А. И. Кириченко решительно поддержал Хрущёва в ожесточенной борьбе с «антипартийной группой» Г. М. Маленкова-В. М. Молотова-Л. М. Кагановича. О том, как вёл себя на заседаниях Президиума ЦК КПСС Кириченко, известно из воспоминаний сына Н. С. Хрущёва — С. Н. Хрущёва: «Секретаря украинского ЦК „старики“ не почитали за ровню. Алексей Илларионович придерживался иного мнения и не намеревался сдаваться. Кириченко грубо, наотмашь отбивал все обвинения, не особо утруждая себя подбором аргументов. Он знал, что терять ему нечего, без отца и у него нет будущего». Хрущёв должным образом оценил преданность Кириченко. В декабре 1957 очередной Пленум ЦК КПСС избрал его секретарём ЦК КПСС.
В начале января 1958 Н. С. Хрущёв фактически назначил А. И. Кириченко вторым секретарём ЦК КПСС, возложив на него обязанности председательствующего на заседаниях Секретариата ЦК КПСС (по указанию Хрущёва было подготовлено специальное постановление Президиума ЦК КПСС, которым за Кириченко были закреплены предварительное рассмотрение материалов, формирование повестки дня и председательствование на заседаниях Секретариата ЦК КПСС). Кроме того, ему было поручено общее курирование промышленности страны. Наряду с руководством Секретариатом ЦК КПСС, А. И. Кириченко курировал один из важнейших отделов ЦК КПСС — отдел партийных органов по союзным республикам, проводивший работу по подбору и расстановке кадров в среднем эшелоне партийно-государственного аппарата, а также контролировавший деятельность региональных партийных комитетов. Хрущёв часто поручал Кириченко предварительное рассмотрение вопросов, выносившихся на Президиум ЦК КПСС министерствами обороны и среднего машиностроения.
Референт отдела ЦК КПСС Ф. М. Бурлацкий, живший впоследствии на одной даче с А. И. Кириченко, описывал его так: «Высокий, шустрый, хотя и не злой».
В то же время Н. С. Хрущёв указывал на такие негативные черты характера Кириченко, как грубость и фанфаронство.
Подобные же характеристики давал Кириченко бывший заведующий отделом партийных органов ЦК КПСС по союзным республикам, а затем председатель КГБ при Совете Министров СССР В. Е. Семичастный: «А. И. Кириченко — довольно энергичный, несколько экспансивный человек, бывший на Украине безраздельным хозяином, ещё там усвоил этакий диктаторский тон, который порой переходил в грубовато-хамский, и с этими замашками приехал в Москву».
Нелестно описывал А. И. Кириченко Маршал Советского Союза Г. К. Жуков: «О Кириченко А. И. у меня всегда было плохое мнение. Я считал его „одесситом“ в худшем смысле этого слова. <…> С точки зрения общей культуры Кириченко был примитивным. Я поражался и недоумевал, чем он мог заслужить у Хрущёва столь дружеское к себе отношение».
«Говорят, что у него был тяжёлый характер, — отмечал в своём дневнике первый секретарь ЦК компартии Украины П. Е. Шелест. — Я его немного тоже знаю, работал под его руководством — характер у него был нелёгкий, подчас ветреный и вспыльчивый, но не подлый».
А. И. Микоян считал Кириченко не очень одарённым, но порядочным, хорошим человеком, хотя и с ним у Микояна были стычки. Так, по свидетельству Серго Микояна, Кириченко в грубой форме требовал от его отца неуклонного исполнения всех его приказов и распоряжений. Однажды, когда Кириченко в очередной раз стал кричать, что он «второй человек», Микоян пригрозил, что если он и дальше будет так себя вести, то очень скоро станет последним человеком в партии.
За время пребывания в должности второго секретаря ЦК КПСС А. И. Кириченко приобрёл гораздо больше врагов среди членов высшего руководства, нежели сторонников.
С коллегами по Президиуму ЦК КПСС у Кириченко установились достаточно напряжённые взаимоотношения. Н. С. Хрущёв также всё чаще проявлял недовольство деловыми и личными качествами своего протеже, в особенности — его претензиями на бо́льшую самостоятельность. Наибольшее раздражение Хрущёва вызывали попытки Кириченко монополизировать решение кадровых вопросов.
Начальник 9-го управления КГБ при Совете министров СССР Н. С. Захаров был свидетелем конфликта между Хрущёвым и Кириченко, произошедшего зимой 1959 во время охоты в Завидово (правда, в воспоминаниях Захарова ошибочно назван Кириленко, однако из контекста однозначно следует, что речь идёт именно о Кириченко). Хрущёв и Кириченко, стоявшие на смежных номерах, практически одновременно произвели выстрел в кабана, после чего между ними не на шутку разгорелся спор за лавры меткого стрелка. Начавшись в лесу, спор не стих и во время обеда на базе: Кириченко упорно не желал уступать Хрущёву и рьяно отстаивал своё первенство. Тем временем егерь с помощником, разрезавшие кабана и доставшие обе пули, сделали вывод, что именно пуля Хрущёва стала для кабана смертельной. Но и это не остудило пыл Кириченко: он категорически не согласился с выводами егеря и грубо на него накричал, обвинив в подхалимстве. Хрущёв, судя по воспоминаниям Захарова, был разгневан поведением Кириченко, сказал, что с ним бы в разведку не пошёл, встал из-за стола и, ни с кем не попрощавшись, уехал в Москву.
В ноябре 1959 Н. С. Хрущёв отстранил А. И. Кириченко от исполнения обязанностей 2-го секретаря ЦК КПСС. В обстановке прохладного отношения со стороны Н. С. Хрущева, а также коллег по Президиуму ЦК работать Кириченко приходилось всё труднее. В начале 1960 он вынужден был фактически подать в отставку с поста секретаря ЦК, попросив назначения на нижестоящую должность. Из предложенных вариантов выбрал должность первого секретаря Ростовского обкома КПСС.
На майском пленуме ЦК КПСС 4 мая 1960 А. И. Кириченко был выведен из состава членов Президиума ЦК КПСС и освобождён от обязанностей секретаря ЦК КПСС. Вывод А. И. Кириченко из Президиума ЦК КПСС был расценён некоторыми ростовскими руководителями, наибольшей активностью среди которых отличался председатель Ростовского облисполкома А. В. Басов, как сигнал к началу активных действий против него. Будучи в Москве, они жаловались на Кириченко секретарям ЦК и ставили вопрос о его смещении с поста первого секретаря обкома. Желания членов бюро Ростовского обкома совпадали с мнением Н. С. Хрущёва. В результате в июне 1960 года на пленуме Ростовского обкома КПСС А. И. Кириченко был снят с должности первого секретаря Ростовского обкома партии. Его место в руководстве Ростовского обкома КПСС занял А. В. Басов.
С августа 1960 до марта 1962 А. И. Кириченко работал директором дизельного завода в Пензе, а с марта по июнь 1962 — директором Всесоюзного научно-исследовательского института «Типприбор» в этом же городе. Это были его последние руководящие должности: с июня 1962 года, в 54 года, он стал персональным пенсионером союзного значения. Находясь на пенсии, был пропагандистом партийной организации московского ЖЭКа по месту жительства.
В последний период своей жизни Кириченко стремился написать воспоминания. Некоторые немолодые работники бывшего партийного архива Института истории партии при ЦК Компартии Украины рассказывали, что он несколько раз приезжал искать необходимые ему для работы документы. Постаревший, какой-то беспомощный, лишённый обычных для него на всё готовых помощников и штатных «летописцев», Кириченко пытался работать самостоятельно. Но чувствовалось, что это ему удаётся плохо: он не знал, как подступиться к работе, что отобрать. Поняв, что копание в море документов, сложные архивные поиски не для него, он вскоре бросил эту работу и вернулся в Москву. Решил, по-видимому, опираться только на собственную память, какие-то имеющиеся в наличии документы, письма, фотографии. Но мемуаров закончить не успел. Они не были упорядочены до конца и не вышли в свет.

Могила А. И. Кириченко на Новодевичьем кладбище Москвы

Умер на 68-м году жизни 28 декабря 1975 года. Ни одна центральная газета не напечатала некролог о смерти бывшего члена Президиума и секретаря ЦК КПСС. Только в газете Министерства обороны «Красная звезда» появилось маленькое сообщение о смерти «активного участника Великой Отечественной войны, генерала-майора интендантской службы в отставке Алексея Илларионовича Кириченко». В газете было сказано и о том, что «с января 1944 года в течение ряда лет до выхода на пенсию Кириченко состоял на ответственной партийной работе в ЦК КПУ и ЦК КПСС. Он неоднократно избирался в состав руководящих партийных органов, был депутатом Верховного Совета Союза ССР».
Похоронен на Новодевичьем кладбище в Москве.

## Награды
- 4 ордена Ленина (в том числе 01.04.1943, 23.01.1948 и 24.02.1958)
- 2 ордена Красного Знамени (в том числе 17.09.1943)
- орден Кутузова 2-й степени (19.03.1944)

## Семья
- Жена — Кириченко Евдокия Мойсеевна (1906—1984)
- Сын — Кириченко Юрий Алексеевич (1936—2017) — советский и российский дипломат, Чрезвычайный и полномочный посол.
- Невестка — Кириченко Татьяна Андреевна (1927—2002), дочь Министра обороны СССР (1967—1976) Андрея Антоновича Гречко.